# آکارجا، کوزان
اکاراسا، کزان (به لاتین: Akarca, Kozan) یک Köy در ترکیه است که در استان آدانا واقع شده‌است.